# Placodiscus pynaertii
Placodiscus pynaertii är en kinesträdsväxtart som beskrevs av De Wild.. Placodiscus pynaertii ingår i släktet Placodiscus och familjen kinesträdsväxter. Inga underarter finns listade i Catalogue of Life.